# 灘北通
灘北通（なだきたどおり）は、兵庫県神戸市灘区の町名。現行行政地名は灘北通一丁目から灘北通十丁目。
令和2年国勢調査（2020年10月1日）での世帯数2,051、人口3,927、うち男性1,859人、女性2,068人。郵便番号は657-0835。

## 地理
東灘信号場（旧・灘信号場）の北に位置する。東は都賀川を挟み下河原通、南は東海道本線を挟み東から西郷川以東が灘南通で以西が岩屋北町、西は中央区脇浜町、北は最西端が阪急神戸線を挟み原田通、阪急線を越えて城内通で西郷川の東から泉通。東西に細長く一～十丁目までが置かれる。

### 地価
住宅地の地価は、2014年（平成26年）1月1日の公示地価によれば、灘北通8-3-18の地点で21万4000円/m2となっている。

## 歴史
灘区南西部、旧・河原字細谷・風呂前・西門・中ノ内・投打・樋ノ口と森字北川と稗田字金田・長谷場・大上郡と原田字辻・城之内・六十・下新田・前田と岩屋字茶屋から成立した。旧字名の長谷場というのは『神戸の町名』によれば、広い田んぼがあり刈り取ったあと村人たちが集まって脱穀の作業をしていたハサ場のことだという。